# Maciej Perkowski
Maciej Perkowski (ur. 7 listopada 1972 w Białymstoku) – polski prawnik, profesor nauk prawnych. Specjalizuje się w zagadnieniach prawa międzynarodowego publicznego, prawa organizacji międzynarodowych i prawa Unii Europejskiej, jak też w zagadnieniach związanych z partnerstwem publiczno-prywatnym oraz rozwojem regionalnym i funduszami europejskimi. Zajmuje się także współpracą zagraniczną samorządu terytorialnego zarówno naukowo jak i w działalności eksperckiej.

## Działalność naukowa
W 1996 r. ukończył studia prawnicze na Uniwersytecie Warszawskim. Stopień naukowy doktora nauk prawnych w zakresie prawa uzyskał na Wydziale Prawa Uniwersytetu w Białymstoku w  roku 2000. Tematem jego rozprawy doktorskiej była zasada samostanowienia narodów w prawie międzynarodowym, której promotorem był profesor Bogdan Wierzbicki. Stopień doktora habilitowanego uzyskał na tej samej uczelni w 2010 na podstawie dorobku naukowego oraz rozprawy pt. „Podmiotowość prawa międzynarodowego współczesnego uniwersalizmu w złożonym modelu klasyfikacyjnym”. 15 września 2017 r. prezydent Rzeczypospolitej Polskiej nadał mu tytuł naukowy profesora nauk prawnych.
W latach 2011–2017 kierował Zakładem Prawa Międzynarodowego Publicznego, a od 2018 kieruje Katedrą Prawa Międzynarodowego Publicznego i Europejskiego na Wydziale Prawa Uniwersytetu w Białymstoku. W latach 2012–2019 pełnił funkcję Prodziekana Wydziału Prawa UwB ds. studenckich, a od 2019 Prodziekana Wydziału Prawa ds. Rozwoju. Prowadzi zajęcia z zakresu prawa międzynarodowego publicznego, międzynarodowej współpracy samorządu terytorialnego i partnerstwa publiczno-prywatnego oraz seminaria dyplomowe i doktoranckie. Angażuje się w otwartą dydaktykę (w ramach Uniwersytetu Otwartego UwB oraz zewnętrznie), prowadząc szkolenia na obszarze całego kraju, w szczególności dla kadr wymiaru sprawiedliwości (sędziów, prokuratorów), urzędników i samorządowców wszystkich szczebli.
Jest autorem, współautorem lub redaktorem ponad 100 prac opublikowanych w kraju i za granicą, a także recenzentem wydawniczym wielu opracowań i czasopism (m.in. The Polish Review of International and European Law, Zeszyty Naukowe Krakowskiej Akademii im. A. Frycza Modrzewskiego, Kwartalnik Kolegium Ekonomiczno-Społecznego SGH, Ekonomia i Zarządzanie, Optimum. Studia Ekonomiczne, GENTES ET NATIONES. Studia z zakresu spraw międzynarodowych, Studia Podlaskie). Pełni funkcję redaktora naczelnego czasopisma naukowego Eastern European Journal of Transnational Relations. Zasiada w Radzie Naukowej Białostockich Studiów Prawniczych oraz Kwartalnika „Trzeci Sektor”. Wypromował kilku doktorów i wielu dyplomantów (w tym dwie wyróżnione rozprawy doktorskie oraz kilka wyróżnionych i/lub opublikowanych prac magisterskich).
Realizował liczne zagraniczne staże naukowo badawcze, wykłady gościnne oraz kwerendy biblioteczne, między innymi na Uniwersytecie Polskim w Wilnie, Uniwersytecie Wiedeńskim, Uniwersytecie Humboldtów w Berlinie, w Trybunale Sprawiedliwości Wspólnot Europejskich w Luksemburgu, Europejskim Instytucie Uniwersyteckim we Florencji, Haskiej Akademii Prawa Międzynarodowego, Uniwersytecie Yale, Quinnipiac University. Był stypendystą rządu Republiki Austrii oraz Fundacji Batorego. Uczestniczył w kilkudziesięciu krajowych i międzynarodowych konferencjach naukowych.
Jest lub był członkiem wielu towarzystw naukowych (m.in.: International Law Association, European Society of International Law, Polskiego Stowarzyszenia Prawa Europejskiego, Towarzystwa Naukowego Organizacji i Kierownictwa) i grup eksperckich. Pełni funkcje opiekuna naukowego Koła Naukowego INNOWACJA przy Wydziale Prawa UwB (Koło kontynuuje owocną działalność Koła Prawa Zarządzania Funduszami Europejskimi, które m.in. otrzymało granty Komisji Europejskiej na realizację projektów młodzieżowych).

## Działalność publiczna i ekspercka
W latach 1996–1998 odbył aplikację sądową. Od wielu lat jest prezesem zarządu Fundacji Prawo i Partnerstwo oraz wiceprezesem zarządu Stowarzyszenia Absolwentów Wydziału Prawa Uniwersytetu w Białymstoku. W latach 2010–2014 z ramienia Platformy Obywatelskiej sprawował mandat radnego Sejmiku Województwa Podlaskiego IV kadencji (kierował w nim pracami Komisji edukacji, kultury, turystyki i sportu), a ponadto pełnił funkcję wiceprzewodniczącego Podlaskiej Rady Działalności Pożytku Publicznego. Następnie pełnił też funkcję doradcy strategicznego Marszałka Województwa Podlaskiego w zakresie: funduszy europejskich, współpracy z zagranicą oraz współpracy sektorowej. Został również powołany na wiceprezesa Wschodniego Sądu Arbitrażowego w Białymstoku. Jest członkiem Rady Naukowo-Społecznej Leśnego Kompleksu Promocyjnego „Puszcza Białowieska”, aktywnie uczestnicząc w rozwiązywaniu problemów występujących na tym obszarze.
Jest lub był członkiem wielu zespołów eksperckich rangi lokalnej, regionalnej i krajowej. Współpracował z Ministerstwem Spraw Zagranicznych oraz Ministerstwem Środowiska, Zasobów Naturalnych i Leśnictwa, przygotowując na ich użytek ekspertyzy w zakresie prawa międzynarodowego publicznego oraz prawa Unii Europejskiej. Został też powołany (bezterminowo) przez Ministra Rozwoju Regionalnego do pełnienia funkcji eksperta w dziedzinie szkolnictwa wyższego (projekty finansowane z funduszy europejskich). Pełni funkcję eksperta w zespole nauk społecznych w zakresie nauk społecznych i prawnych Polskiej Komisji Akredytacyjnej. Jako kierownik, koordynator, doradca i trener uczestniczył w realizacji projektów finansowanych ze środków: Unii Europejskiej (Phare, Tempus, Socrates, Leonardo da Vinci, ZPORR, SPO RZL, POKL, PO RPW, PO IG, Jean Monnet, inne), Banku Światowego, Rządu RP.
W 2015 otrzymał Srebrny Krzyż Zasługi.

## Życie prywatne
Jest żonaty, ma trzy córki. Brat Macieja Perkowskiego, Zbigniew Perkowski, jest wykonawcą muzyki disco polo..

## Najważniejsze pełnione funkcje
- prodziekan Wydziału Prawa Uniwersytetu w Białymstoku ds. Rozwoju (od 2019)
- prodziekan Wydziału Prawa Uniwersytetu w Białymstoku ds. studenckich (2012-2019)
- kierownik Zakładu Prawa Międzynarodowego Publicznego na Wydziale Prawa Uniwersytetu w Białymstoku (od 2011)
- kierownik Katedry Prawa Międzynarodowego Publicznego i Europejskiego (od 2018)
- radny Sejmiku Województwa Podlaskiego (2010–2014)
- doradca strategiczny Marszałka Województwa Podlaskiego w zakresie: funduszy europejskich, współpracy z zagranicą oraz współpracy sektorowej (od 2015)
- wiceprezes Wschodniego Sądu Arbitrażowego w Białymstoku (od 2015)
- prezes zarządu Fundacji Prawo i Partnerstwo (od 2007)
- wiceprezes zarządu Stowarzyszenia Absolwentów Wydziału Prawa Uniwersytetu w Białymstoku (od 2006)
- wiceprzewodniczący Podlaskiej Rady Działalności Pożytku Publicznego (2011–2013)
- kierownik Ośrodka Prawa Zarządzania Funduszami Europejskimi (2007–2015)

## Nagrody i odznaczenia
Jest laureatem wielu nagród i wyróżnień na polu nauki i dydaktyki, w tym:
- „Euroobiektyw” 2004 – nagroda TVP za działalność społeczną propagującą wiedzę o Unii Europejskiej
- Nagroda Dziekana Wydziału Prawa Uniwersytetu w Białymstoku, przyznana za pracę naukową – 2010
- Nagroda Rektora Uniwersytetu w Białymstoku, przyznana za pracę naukową – 2010
- Studencki „Oskar” – w latach 2011–2014
- Medal „Za zasługi w sporcie młodzieżowym w latach 2009–2012” – Podlaska Federacja Sportu – 2012
- Nagroda Rektora Uniwersytetu w Białymstoku, przyznana za działalność organizacyjną – 2013
- Srebrny Krzyż Zasługi przyznany przez Prezydenta Rzeczypospolitej Polskiej – 2015
- Tytuł „Zasłużony dla Uniwersytetu” przyznany przez Senat Uniwersytetu w Białymstoku – 2016
- Nagroda Rektora Uniwersytetu w Białymstoku, przyznana za działalność organizacyjną – 2016
- Złoty Medal za Długoletnią Służbę przyznany przez Prezydenta Rzeczypospolitej Polskiej – 2017.

## Wybrane publikacje

### Monografie
- Samostanowienie w prawie międzynarodowym, Wydawnictwa Prawnicze PWN, Warszawa 2001
- Finansowanie polityki ochrony środowiska Unii Europejskiej. Aspekty prawne, współautorstwo z T. Kiercelem, Wydawnictwo Temida 2, Białystok 2005
- Podmiotowość prawa międzynarodowego współczesnego uniwersalizmu w złożonym modelu klasyfikacyjnym, Wydawnictwo Temida2, Białystok 2008
- Międzynarodowa współpraca województw w prawie i praktyce, Wydawnictwo Temida2, Białystok 2013

### Redakcje
- Wymiar sprawiedliwości Unii Europejskiej. Wybrane zagadnienia, LexisNexis, Warszawa 2004
- Viešųjų ir privačiųjų subjektų partnerystė Uuropos Sąjungoje. Dalijimasis partirtimi per sieną, redakcja naukowa i współautorstwo, Fundacja Rozwoju Przedsiębiorczości, Suwałki 2004
- Zukünftigen Ostgrenze der Europäischen Union – popularnonaukowe opracowanie studyjne dla Der Spiegel (red. Christian Habbe), przytoczone w: SPIEGEL special, Das Magazin zum Thema, nr 1/2002, „Experiment Europa“
- Public-private partnership in European Union. Cross border flow of experience, redakcja naukowa i współautorstwo, Fundacja Rozwoju Przedsiębiorczości, Suwałki 2004
- Partnerstwo publiczno-prywatne. Zagadnienia teorii i praktyki, Wydawnictwo Temida 2, Białystok 2007
- Prawo zarządzania projektami finansowanymi z funduszy europejskich, Białystok 2007
- Procedura odwoławcza w systemie wdrażania funduszy europejskich w Polsce, Wolters Kluwer, Warszawa 2010
- Współpraca transgraniczna. Aspekty prawno-ekonomiczne, Fundacja Prawo i Partnerstwo, Białystok 2010

### Artykuły naukowe
- Zasada samostanowienia narodów na tle orzeczenia MTS w sprawie Timoru Wschodniego, „Państwo i Prawo” 1999, nr 6, s. 76 i n.
- Der Grundsatz des Selbstbestimmungsrechtes im Völkerrecht: Analyse einer umstrittenen Völkerrechtsnorm aus polnischer Sicht,  „Humanitäres Völkerrecht – Informationsschriften“ 2000, nr 1, s. 51-55
- Koncepcja zrównoważonego rozwoju i jej praktyczna implementacja w Wigierskim Parku Narodowym, „Prawo i Środowisko” 2001, nr 4, s. 70 i n.
- Ewolucja podmiotowości prawnomiędzynarodowej Unii Europejskiej, w: Unia Europejska w dobie reform. Konwent Europejski – Traktat Konstytucyjny – Biała Księga w Sprawie Rządzenia Europą, pod red. C. Mika, TNOiK, Toruń 2004, s. 111 i n.
- Instytucjonalizacja prawa administracyjnego Unii Europejskiej. Wybrane przykłady, „Administracja Publiczna. Studia krajowe i międzynarodowe, Zeszyty Naukowe Wyższej Szkoły Administracji Publicznej w Białymstoku” 2005
- Podmiotowość prawa międzynarodowego w konfliktach zbrojnych, w: Współczesne problemy międzynarodowego prawa humanitarnego, pod red. M. Lubiszewskiego, T. Jasudowicza, R. Fordońskiego, Wydawnictwo Uniwersytetu Warmińsko – Mazurskiego w Olsztynie, Olsztyn 2005
- Wojna współczesna w świetle prawa międzynarodowego. Uwagi definicyjne, „Wojskowy Przegląd Prawniczy” 2005, nr 3, s. 3 i n.
- Sąd do spraw Służby Publicznej Unii Europejskiej. Uwagi wprowadzające, „Przegląd Prawa Europejskiego” 2005, nr 2, s. 38 i n.
- Implikacje członkostwa Polski w Unii Europejskiej dla funkcjonowania parków narodowych, „Prawo i Środowisko” 2005, nr 4, s. 101 i n.
- Ochrona zdrowia w prawie Unii Europejskiej, „Administracja Publiczna. Studia krajowe i międzynarodowe, Zeszyty Naukowe WSAP w Białymstoku” 2006
- Kształtowanie się podmiotowości prawa międzynarodowego, w: Prawo międzynarodowe. Księga pamiątkowa prof. Renaty Szafarz, pod red. J. Menkesa, Warszawa 2007, s. 454 i n.
- Profesor Bohdan Winiarski – sędzia międzynarodowego Trybunału Sprawiedliwości w Hadze, w: Badacze i historiografia regionu łomżyńskiego, pod red. A. Cz. Dobrońskiego, Łomża 2008, s. 111 i n.
- Prawo zarządzania projektami europejskimi – próba identyfikacji w teorii i praktyce, „Przegląd Prawa Europejskiego i Międzynarodowego” 2008, nr 6, s. 79-97
- Finansowanie zadań w ramach partnerstwa publiczno-prywatnego, w: Finanse w zarządzaniu rozwojem lokalnym, pod red. J.M. Salachny, Białystok 2009
- Partnerstwo publiczno-prywatne, w: Przedsiębiorczość na Podlasiu (problemy prawne i funkcjonowanie), pod red. C. Kosikowskiego, Białystok 2009, s. 56 i n.
- Działalność przedsiębiorców zagranicznych i osób zagranicznych na Podlasiu, w: Przedsiębiorczość na Podlasiu (problemy prawne i funkcjonowanie), pod red. C. Kosikowskiego, Białystok 2009, s. 91 i n.
- Pomoc publiczna dla przedsiębiorców ze środków Unii Europejskiej, w: Pomoc publiczna dla przedsiębiorców na Podlasiu (współautorstwo z L. Etelem i R. Dowgierem), w: Przedsiębiorczość na Podlasiu (problemy prawne i funkcjonowanie), pod red. C. Kosikowskiego, Białystok 2009, s. 147 i n.
- Samostanowienie a Partnerstwo Wschodnie Unii Europejskiej. Przyczynek do dyskusji, „Polski Rocznik Praw Człowieka i Prawa Humanitarnego” 2010 (1), s. 257 i n.
- Partnerstwo publiczno-prywatne jako formuła potencjalnie przydatna w ochronie klimatu, w: Zmiany klimatu a społeczeństwo, Ochrona klimatu, pod red. L. Karskiego i I. Grochowskiej, Wolters Kluwer, Warszawa 2010, s. 421 i n.
- Public-Private Partnership as a Potentially Useful Formula in the Polish Environmental Protection, in: „Polish Yearbook of Environmental Law” 2011, p. 85 & n.
- Główne podstawy prawnomiędzynarodowe aktywności zagranicznej samorządu terytorialnego w Europie, „Białostockie Studia Prawnicze” 2012, nr 2
- Wykonywanie zadań j.s.t. w trybie partnerstwa publiczno-prywatnego, w: Finanse samorządowe 2012: 580 pytań i odpowiedzi: wzory uchwał, deklaracji, decyzji, umów, pod red. C. Kosikowskiego i J. Salachny, wyd. Wolters Kluwer, Warszawa 2012
- Polskie województwa w stosunkach międzynarodowych, „Białostockie Studia Prawnicze” 2012, nr 2
- The International Evolution of the Notion of Disability and Its Interpretation from the European Union Law Perspective, wspólnie z A. Drabarz, „Studies in Logic, Grammar and Rhetoric” 2012, 31(44), Interpretation of the Law – Vol. I, s. 129-146
- Koncepcja „non-state actors” a umiędzynarodowienie regionów, „Białostockie Studia Prawnicze” 2012, nr 2
- Interpretation of Bilateral Treaties for the Promotion and Protection of Foreign Investments, wspólnie z E. Gruszewską, „Studies in Logic, Grammar and Rhetoric” 2013, 32(45), Interpretation of the Law – Vol. II, s. 89–109
- Publiczno-cziastnoje partniorstwo kak finansowaja prociediura, w: Finansowyje prociedury stran cientralnoj i wostocznoj Jewropy, pod ried. S. Presnarowicza, Białystok 2013
- Status prawny polskich województw w stosunkach międzynarodowych. Uwagi na tle rozwoju prawa międzynarodowego, w: Prawo międzynarodowe – teraźniejszość, perspektywy, dylematy. Księga Jubileuszowa Profesora Zdzisława Galickiego, pod. red. E. Mikos-Skuza, K. Myszona-Kostrzewa i J. Poczobuta, Warszawa 2013
- Umiędzynarodowienie organizacji pozarządowych we współczesnym prawie międzynarodowym, „Problemy Współczesnego Prawa Międzynarodowego, Europejskiego i Porównawczego” 2012, VOL. XI A.D. MMXIII (współautorstwo z E. Szadkowską), s. 91-100
- Konstytucyjne uwarunkowania sportu w Unii Europejskiej z perspektywy Polski, w: Prawo Unii Europejskiej a prawo konstytucyjne państw członkowskich, pod red. S. Dudzika, N. Półtorak, Kraków 2013, (współautorstwo z A. Grajewską), s. 302-316
- Dalsze możliwości korzystania przez państwa członkowskie UE ze środków funduszy europejskich oraz środków wynikających z inicjatyw unijnych oraz stosowania instrumentów i mechanizmów finansowych UE, w: Przyszłość Unii Europejskiej w świetle jej ustroju walutowego i finansowego, pod red. C. Kosikowskiego, Białystok 2013
- Podmiotowość w prawie międzynarodowym. Klasyfikacja, w: Problematyka podmiotowości w prawie międzynarodowym, pod red. B. Mielnik i in., Wrocław 2014
- Arbitraż a międzynarodowa współpraca regionów. Uwagi de lege lata i de lege ferenda, w: Arbitraż w prawie międzynarodowym, pod red. C. Mika, Warszawa 2014
- Forsowanie samostanowienia we współczesnej Europie. Uwagi na tle przypadków Krymu i Katalonii, w: Człowiek i prawo międzynarodowe. Księga dedykowana Profesorowi Bogdanowi Wierzbickiemu, pod red. M. Perkowskiego, J. Szymańskiego, M. Zdanowicz, Białystok 2014
- The Visegrad dimension of international cooperation of Polish provinces, w: Ten Years of the Visegrad Group Member States in the European Union, pod red. A. Piekutowskiej, I. Wrońskiej, Białystok 2015
- Puszcza Białowieska a prawo międzynarodowe publiczne, [w:] Ubi ius, ibi remedium. Księga dedykowana pamięci profesora Jana Kolasy, pod red. B. Krzana, Warszawa 2016
- Multiclass pesticide residue analysis in fish muscle and liver on one-step extraction-cleanup strategy coupled with liquid chromatography tandem mass spectrometry (współautorstwo z P. Kaczyńskim, B. Łozowicką, J. Szabuńko), „Ecotoxicology and Environmental Safety” 2017, nr 138, s. 179-189